# Festival Internacional de Cine de San Sebastián 2023
La 71.ª edición del Festival Internacional de Cine de San Sebastián se celebró del 22 al 30 de septiembre de 2023 en San Sebastián, Guipúzcoa, España.

## Jurado
Sección Oficial
- Claire Denis, directora francesa (Presidenta del Jurado)
- Fan Bingbing, actriz china
- Cristina Gallego, productora, realizadora y escritora colombiana
- Brigitte Lacombe, fotógrafa francesa
- Robert Lantos, productor húngaro
- Vicky Luengo, actriz española
- Christian Petzold, director alemán

## Películas

### Selección oficial

#### En competición
Las siguientes películas compitieron por el premio de la Concha de Oro a la mejor película:
Amarillo indica la película ganadora.
| Título en España             | Título original              | Director(es)                     | País                                       |
| ---------------------------- | ---------------------------- | -------------------------------- | ------------------------------------------ |
| All Dirt Roads Taste of Salt | All Dirt Roads Taste of Salt | Raven Jackson                    | Estados Unidos                             |
| Un amor                      | Un amor                      | Isabel Coixet                    | España                                     |
| Ex-Husbands                  | Ex-Husbands                  | Noah Pritzker                    | Estados Unidos                             |
| MMXX                         | MMXX                         | Cristi Puiu                      | Rumania · Moldavia · Francia               |
| La práctica                  | La práctica                  | Martín Rejtman                   | Argentina · Chile · Portugal               |
| El sueño de la Sultana       | El sueño de la Sultana       | Isabel Herguera                  | España · Alemania                          |
| La isla roja                 | L'île rouge                  | Robin Campillo                   | Francia · Bélgica                          |
| O Corno                      | O Corno                      | Jaione Camborda                  | España · Portugal · Bélgica                |
| Un silence                   | Un silence                   | Joachim Lafosse                  | Bélgica · Francia · Luxemburgo             |
| Dispararon al pianista       | Dispararon al pianista       | Fernando Trueba, Javier Mariscal | España · Francia · Países Bajos · Portugal |

#### Horizontes Latinos
El Premio Horizontes impulsa el conocimiento de los largometrajes producidos total o parcialmente en América Latina, dirigidos por cineastas de origen latino, o bien que tengan por marco o tema comunidades latinas del resto del mundo.
| Título en España | Título original | Director(es)     | País                         |
| ---------------- | --------------- | ---------------- | ---------------------------- |
| Blondi           | Blondi          | Dolores Fonzi    | Argentina · España           |
| El castillo      | El castillo     | Martín Benchimol | Argentina · Francia · España |

### Secciones independientes

#### New Directors
Esta sección agrupa los primeros o segundos largometrajes de sus cineastas, inéditos o que solo han sido estrenados en su país de producción y producidos en el último año. Estas serán las películas seleccionadas para la sección:
| Título en España | Título original  | Director(es)  | País             |
| ---------------- | ---------------- | ------------- | ---------------- |
| La estrella azul | La estrella azul | Javier Macipe | España · Uruguay |

#### Zabaltegi-Tabakalera
Esta sección agrupa trabajos filmográficos de cualquier metraje donde se busca nuevas miradas y formas. Estos serán los trabajos seleccionados para la sección:
| Título en España               | Título original                | Director(es)           | País                                  |
| ------------------------------ | ------------------------------ | ---------------------- | ------------------------------------- |
| Antier Noche                   | Antier Noche                   | Alberto Martín Menacho | Suiza · España                        |
| Inside the Yellow Cocoon Shell | Inside the Yellow Cocoon Shell |                        | Vietnam · Singapur · Francia · España |
| Mamántula                      | Mamántula                      | Ion de Sosa Urnieta    | España · Alemania                     |
| Contadores                     | Contadores                     | Irati Gorostidi        | España                                |